# Селарџус
Селарџус (итал. Selargius) је насеље у Италији у округу Каљари, региону Сардинија.
Према процени из 2011. у насељу је живело 23285 становника. Насеље се налази на надморској висини од 13 м.

## Становништво
Према резултатима пописа становништва 2011. у општини је живело 28.684 становника.
| 1931. | 1936. | 1951. | 1961. | 1971.  | 1981.  | 1991.  | 2001.  | 2011.  |
| ----- | ----- | ----- | ----- | ------ | ------ | ------ | ------ | ------ |
| 4.351 | 4.668 | 6.916 | 8.768 | 12.110 | 18.245 | 23.237 | 27.440 | 28.684 |